# Giovan Francesco Nagli
Giovan Francesco Nagli detto il Centino (fl. XVII secolo) è stato un pittore italiano, documentato a Rimini tra il 1638 e il 1675.

## Biografia

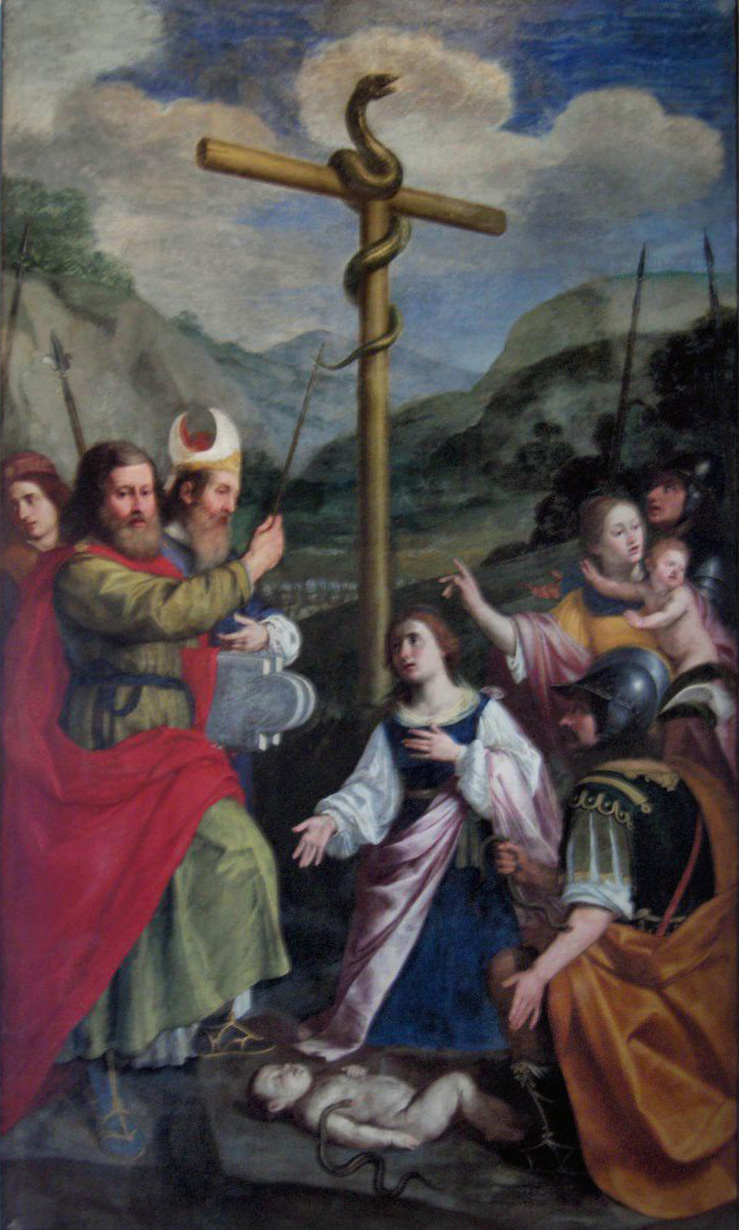
Mosè che solleva il serpente di bronzo, Pinacoteca Comunale, Rimini

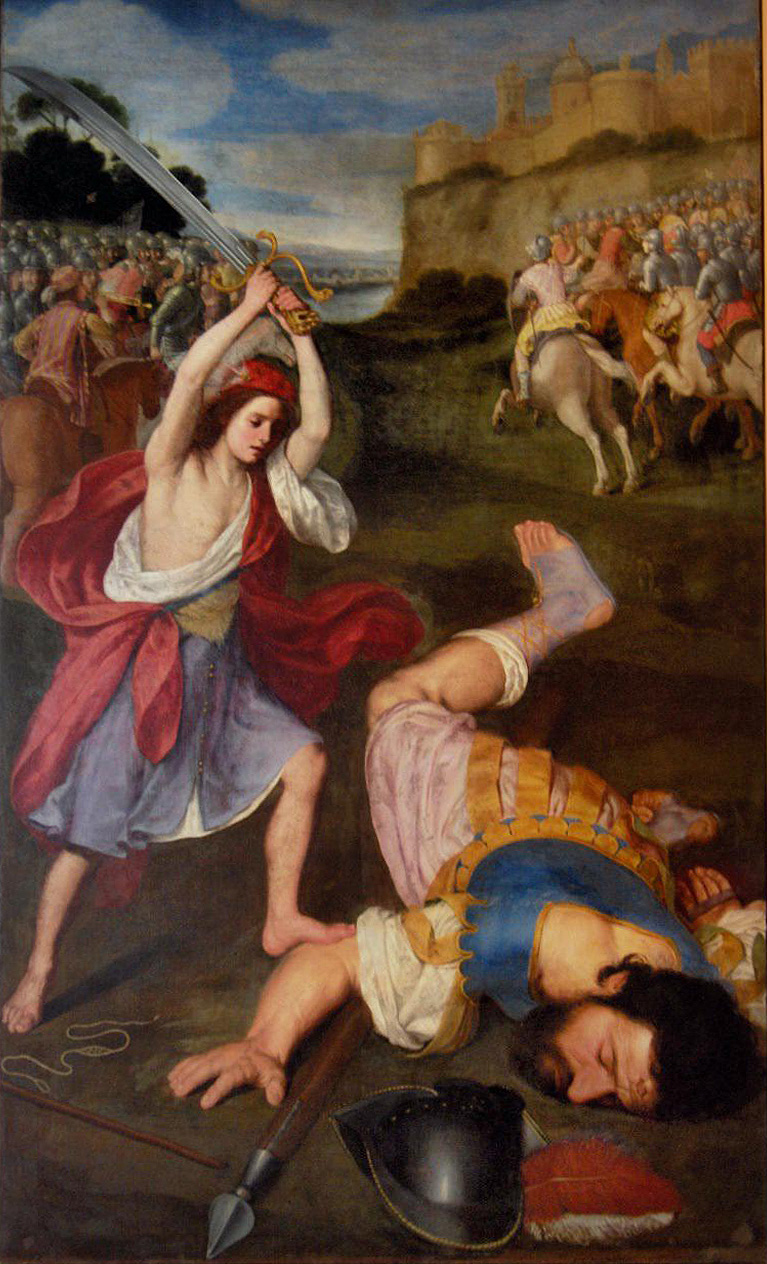
Davide e Golia, Pinacoteca Comunale, Rimini

Le opere di questo pittore, su cui manca ogni notizia certa, si trovano soltanto nella zona di Rimini, nella cui pinacoteca comunale sono notevoli le due grandi tele con Davide e Golia e Mosè che solleva il serpente di bronzo. Il soprannome e una somiglianza, per altro generica, con la pittura del Guercino, avevano alimentato l'ipotesi di una sua nascita a Cento, nel ferrarese. Ma la spiegazione è da cercare piuttosto nella conoscenza delle opere riminesi del Barbieri ed in un verosimile rapporto di discepolato con Lorenzo Gennari, cognato del Guercino, che risiedeva proprio a Rimini. Anche la vicinanza del Cagnacci e le opere romagnole e marchigiane di Simone Cantarini possono fornire qualche riscontro per la pittura del Centino, che però rimane personalissima per una vena di arcaismo purista, dalle intatte radici culturali tardo-cinquecentesce, benché l'ultima data in cui si trova menzione del pittore sia il 1675.